# Stuart Ripley
Stuart Edward Ripley (født 20. november 1967 i Middlesbrough, England) er en tidligere engelsk fodboldspiller, der spillede som kantspiller. Han var på klubplan primært tilknyttet Middlesbrough og Blackburn Rovers, og havde også ophold i blandt andet Bolton Wanderers og Southampton. Med Blackburn blev han i 1995 engelsk mester.
Ripley spillede desuden to kampe for det engelske landshold, som han debuterede for den 17. november 1993 i et opgør mod San Marino.

## Titler
Premier League
- 1995 med Blackburn Rovers